# Curculionoidea
Super-famille
Les Curculionoidea (les curculionoïdes en français) sont une super-famille d'insectes de l'ordre des coléoptères.
La super-famille des Curculionoideae a été définie par Pierre André Latreille (1762-1833) en 1802.

## Liste des familles
- Anthribidae Billberg, 1820
- Apionidae Schönherr, 1823 - apions
- Attelabidae Billberg, 1820
- Belidae Schönherr, 1826
- Brachyceridae Billberg, 1820
- Brentidae Billberg, 1820
- Cryptolaryngidae Schalkwyk, 1966
- Curculionidae Latreille, 1802 - charançons, otiorhynques, orchestes, etc.
- Dryophthoridae Schoenherr, 1825 - charançons
- Eccoptarthridae Arnoldi, 1977
- Erirhinidae Schönherr, 1825
- Eurhynchidae Lacordaire, 1863
- Ithyceridae Schönherr, 1823
- Nanophyidae Gistel, 1856
- Nemonychidae Bedel, 1882
- Oxycorynidae Schoenherr, 1840
- Platypodidae Shuckard, 1840
- Raymondionymidae Reitter, 1913
- Rhynchitidae Gistel, 1856 - cigariers, rhynchites
- Scolytidae Latreille, 1807
- Caridae Thompson, 1992 voir Carinae dans Eccoptarthridae Arnoldi, 1977

et pour les familles fossiles :
- Electrapatidae Iablokov-Khnzorian, 1962
- Eobelidae Arnoldi, 1977
- Obrieniidae Zherikhin et Gratshev, 1994
- Praelateriidae Dolin, 1973
- Ulyanidae Zherikhin, 1993

Classification de Zarazaga & Lyal 1999
Une phylogénie des Curculionoidea basée sur la comparaison de l'ADN ribosomal 18S et les données morphologiques menées par Marvaldi et al en 2002 est suggérée ci-dessous :
|  | Nemonychidae |
|  |              |
|  | Anthribidae  |
|  |              |

|  | Caridae                                                     |
|  |                                                             |
|  | \| \| Brentidae \| \| \| \| \| \| Curculionidae \| \| \| \| |
|  |                                                             |
|  | Brentidae                                                   |
|  |                                                             |
|  | Curculionidae                                               |
|  |                                                             |

|  | Brentidae     |
|  |               |
|  | Curculionidae |
|  |               |

|  | Caridae                                                     |
|  |                                                             |
|  | \| \| Brentidae \| \| \| \| \| \| Curculionidae \| \| \| \| |
|  |                                                             |
|  | Brentidae                                                   |
|  |                                                             |
|  | Curculionidae                                               |
|  |                                                             |

|  | Brentidae     |
|  |               |
|  | Curculionidae |
|  |               |

|  | Caridae                                                     |
|  |                                                             |
|  | \| \| Brentidae \| \| \| \| \| \| Curculionidae \| \| \| \| |
|  |                                                             |
|  | Brentidae                                                   |
|  |                                                             |
|  | Curculionidae                                               |
|  |                                                             |

|  | Brentidae     |
|  |               |
|  | Curculionidae |
|  |               |

|  | Caridae                                                     |
|  |                                                             |
|  | \| \| Brentidae \| \| \| \| \| \| Curculionidae \| \| \| \| |
|  |                                                             |
|  | Brentidae                                                   |
|  |                                                             |
|  | Curculionidae                                               |
|  |                                                             |

|  | Brentidae     |
|  |               |
|  | Curculionidae |
|  |               |

|  | Nemonychidae |
|  |              |
|  | Anthribidae  |
|  |              |

|  | Caridae                                                     |
|  |                                                             |
|  | \| \| Brentidae \| \| \| \| \| \| Curculionidae \| \| \| \| |
|  |                                                             |
|  | Brentidae                                                   |
|  |                                                             |
|  | Curculionidae                                               |
|  |                                                             |

|  | Brentidae     |
|  |               |
|  | Curculionidae |
|  |               |

|  | Caridae                                                     |
|  |                                                             |
|  | \| \| Brentidae \| \| \| \| \| \| Curculionidae \| \| \| \| |
|  |                                                             |
|  | Brentidae                                                   |
|  |                                                             |
|  | Curculionidae                                               |
|  |                                                             |

|  | Brentidae     |
|  |               |
|  | Curculionidae |
|  |               |

|  | Caridae                                                     |
|  |                                                             |
|  | \| \| Brentidae \| \| \| \| \| \| Curculionidae \| \| \| \| |
|  |                                                             |
|  | Brentidae                                                   |
|  |                                                             |
|  | Curculionidae                                               |
|  |                                                             |

|  | Brentidae     |
|  |               |
|  | Curculionidae |
|  |               |

|  | Caridae                                                     |
|  |                                                             |
|  | \| \| Brentidae \| \| \| \| \| \| Curculionidae \| \| \| \| |
|  |                                                             |
|  | Brentidae                                                   |
|  |                                                             |
|  | Curculionidae                                               |
|  |                                                             |

|  | Brentidae     |
|  |               |
|  | Curculionidae |
|  |               |

## Galerie de photos

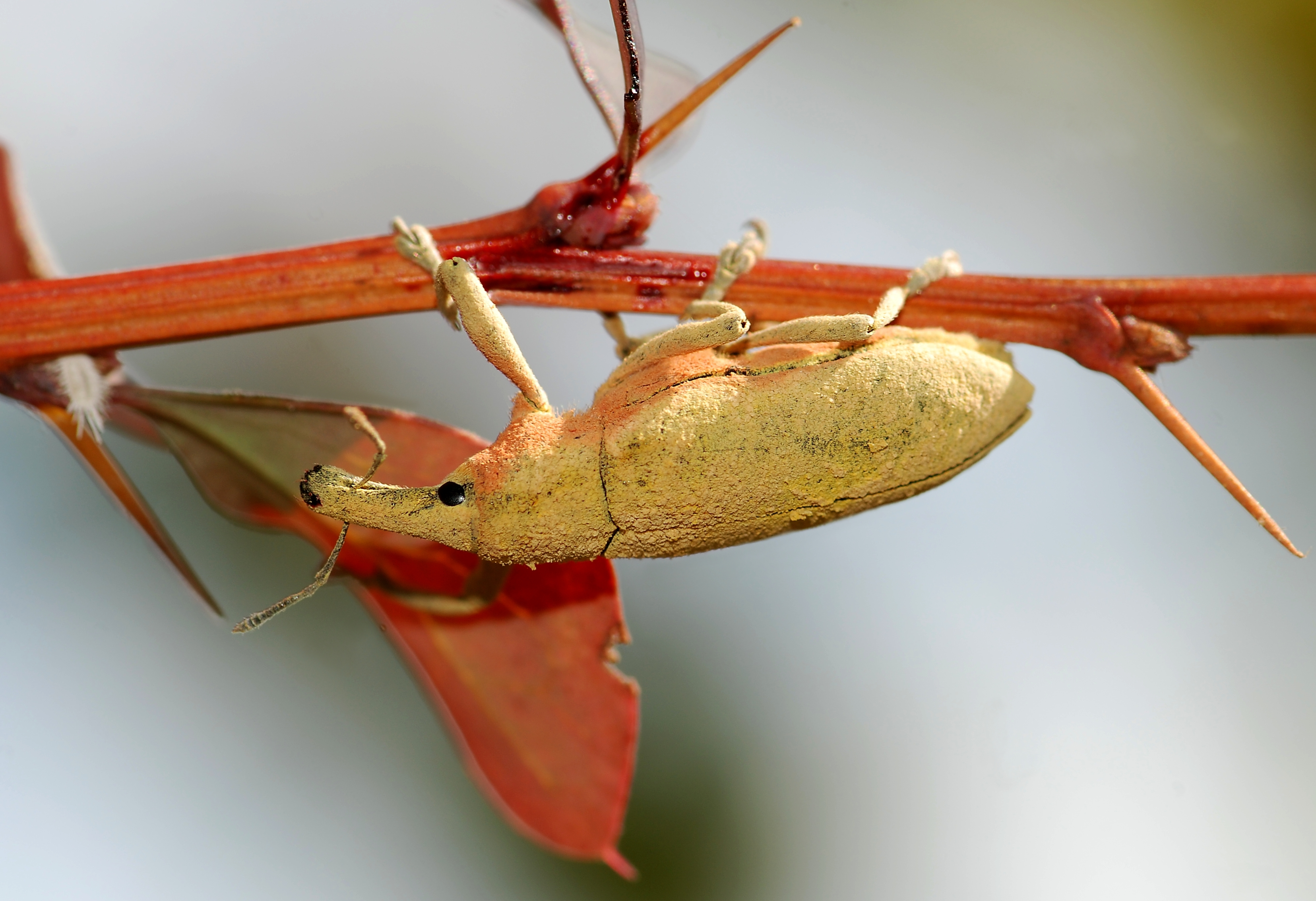
Lixus angustatus

## Synonyme
- Rhynchophora Latreille, 1817